# Coupe BVA féminine
La BVA Cup est une compétition régionale de volley-ball concernant les fédérations des Pays des Balkans. Elle est organisée par la Balkan Volleyball Association (BVA). Elle a été créée en 2008. Le vainqueur de la BVA Cup participe à la Challenge Cup.

## Palmarès
| Année | Champion                      | Finaliste               | Troisième               |
| ----- | ----------------------------- | ----------------------- | ----------------------- |
| 2008  | Beşiktaş İstanbul             | TENT Obrenovac          | Levski Siconco Sofia    |
| 2009  | Beşiktaş İstanbul             | VC Klek Zrenjanin       | CSU Târgu Mureș         |
| 2010  | VC Unic Piatra Neamţ          | İller Bankası Ankara    | VC Klek Zrenjanin       |
| 2011  | Nilüfer Belediye              | CSM Lugoj               | OOK Kolubara            |
| 2012  | İller Bankası Ankara          | VC Unic Piatra Neamţ    |                         |
| 2013  | Beşiktaş İstanbul             | CSM Lugoj               | ŽOK Železničar Lajkovac |
| 2014  | İlbank Ankara                 | CSM Târgoviște          | VK Maritsa Plovdiv      |
| 2015  | İdmanocağı Trabzon            | ŽOK Železničar Lajkovac | ŽOK Gacko               |
| 2016  | Çanakkale Belediyespor        | Kazanlak Volley         | AOK Rudar Pljevlja      |
| 2017  | ŽOK Železničar Lajkovac       | Çanakkale Belediyespor  | CS Dinamo Bucureşti     |
| 2018  | Beşiktaş İstanbul             | CSM Lugoj               | KV Drita                |
| 2019  | THY Spor Kulübü               | CS Dinamo Bucureşti     | ŽOK Železničar Lajkovac |
| 2020  | THY Spor Kulübü               | ŽOK Železničar Lajkovac |                         |
| 2021  | Aydın Büyükşehir Belediyespor | Jedinstvo Stara Pazova  | CSO Voluntari           |
| 2022  | PTT Spor                      | Dinamo București        | Partizan                |
| 2023  | Galatasaray                   | AO Markopoulo           | Skënderbeu              |
| 2024  | Galatasaray                   | P.A.O.K. V.C.           | ZOK Igman               |

## Bilan par clubs
| # | Clubs                   | Victoires | Années                 |
| - | ----------------------- | --------- | ---------------------- |
| 1 | Beşiktaş İstanbul       | 4         | 2008, 2009, 2013, 2018 |
| 2 | İlbank Ankara           | 2         | 2012, 2014             |
| 2 | THY Spor Kulübü         | 2         | 2019, 2020             |
| 4 | VC Unic Piatra Neamţ    | 1         | 2010                   |
| 4 | Nilüfer Belediye        | 1         | 2011                   |
| 4 | İdmanocağı Trabzon      | 1         | 2015                   |
| 4 | Çanakkale Belediyespor  | 1         | 2016                   |
| 4 | ŽOK Železničar Lajkovac | 1         | 2017                   |

## Bilan par nations
| Rang | Pays               | Médaille d'or | Médaille d'argent | Médaille de bronze | Total |
| 1    | Turquie            | 11            | 2                 | -                  | 13    |
| 2    | Roumanie           | 1             | 6                 | 2                  | 9     |
| 3    | Serbie             | 1             | 4                 | 4                  | 9     |
| 4    | Bulgarie           | -             | 1                 | 1                  | 2     |
| 5    | Bosnie-Herzégovine | -             | -                 | 1                  | 1     |
| 5    | Monténégro         | -             | -                 | 1                  | 1     |
| 5    | Kosovo             | -             | -                 | 1                  | 1     |